# Associação Desportiva Classista Bradesco
L'Associação Desportiva Classista Bradesco è una società di pallavolo femminile brasiliana con sede a Osasco.

## Storia
L'Associação Desportiva Classista Bradesco viene fondata come nel 1993 a Guarujá col nome di Associação Desportiva Classista BCN. La società, già attiva nella pallacanestro femminile dal 1987, intendeva iniziare un nuovo programma nella pallavolo femminile, grazie anche al sostegno del Banco de Crédito Nacional nelle vesti di sponsor. Esordisce nel Campionato Paulista raggiungendo la finale, persa poi contro il Clube Atlético Sorocaba, ed è finalista anche nel campionato brasiliano, alle spalle della Sociedade Recreativa de Esportes Ribeirão Preto. Nel 1994 vince il primo titolo della propria storia, affermandosi nel campionato statale contro il Clube Atlético Sorocaba. Il club partecipa alla Coppa del Mondo per club, dove si classifica al terzo posto. In Superliga tuttavia è nuovamente sconfitto in finale proprio dal Clube Atlético Sorocaba; la finale viene replicata anche nella stagione successiva con il medesimo risultato.
Nel 1996 vince il secondo titolo statale, battendo in finale il Ribeirão Preto, e la società viene trasferita da Guarujá ad Osasco. L'esordio nella nuova città arriva nella stagione 1996-97, conclusa al terzo posto. Nel 1998 e nel 1999 arrivano due nuove finali nel campionato statale, perse rispettivamente contro l'União Esporte Clube ed l'Esporte Clube Pinheiros. Nella Superliga 1999-00 ottiene nuovamente il terzo posto. Dal 2001 al 2008 domina il Campionato Paulista, battendo in finale il São Caetano e l'Esporte Clube Pinheiros, rispettivamente cinque e tre volte. In Superliga gioca tre finali consecutive contro il Minas Tênis Clube, prendendo la prima ed aggiudicandosi le due successive. Nel 2003 cambia nome in Associação Desportiva Classista Finasa.
Dalla stagione 2005-06 inizia un lungo dualismo col Rio de Janeiro Vôlei Clube, che vede ii due club affrontarsi in finale di Superliga ben sette volte: le prime quattro finali sono tutte a favore della rivali. Nel mezzo ci sono le sfide in Coppa del Brasile, che vedono il Rio de Janeiro trionfare nell'edizione 2007 e l'Osasco in quella successiva.
Nel 2009 il club perde il patrocinio del Banco Finasa, ramo del Banco Bradesco, volto a continuare le proprie attività esclusivamente col settore giovanile, partecipando alle categorie minori del campionato brasiliano. Il club cambia così nuovamente denominazione in Associação Desportiva Classista Bradesco e la sua eredità passa al neonato Osasco Voleibol Clube, che ne accoglie tutte le giocatrici sotto contratto e ne occupa il posto in Superliga.

## Rosa 2008-2009
L'ultima rosa con la quale il club ha preso parte alla Superliga.
| N° | Nome                 | Ruolo | Data di nascita  | Nazionalità sportiva |
| -- | -------------------- | ----- | ---------------- | -------------------- |
| -  | Luizomar de Moura    | All   | -                | Brasile              |
| 1  | Rosane Maggioni      | P     | 4 gennaio 1992   | Brasile              |
| 2  | Carolina Albuquerque | P     | 25 luglio 1977   | Brasile              |
| 3  | Suelle Oliveira      | S     | 29 aprile 1987   | Brasile              |
| 4  | Paula Pequeno        | S     | 22 gennaio 1982  | Brasile              |
| 5  | Adenízia da Silva    | C     | 18 dicembre 1986 | Brasile              |
| 6  | Thaísa de Menezes    | C     | 15 maggio 1987   | Brasile              |
| 9  | Silvana Papini       | S     | 27 gennaio 1988  | Brasile              |
| 10 | Wélissa Gonzaga      | S     | 9 settembre 1982 | Brasile              |
| 11 | Juliana de Castro    | S/O   | 30 giugno 1985   | Brasile              |
| 12 | Natália Pereira      | S/O   | 4 aprile 1989    | Brasile              |
| 13 | Bárbara Bruch        | C     | 28 maggio 1987   | Brasile              |
| 15 | Ana Takagui          | P     | 26 ottobre 1987  | Brasile              |
| 16 | Ana Beatriz Corrêa   | C     | 2 luglio 1992    | Brasile              |
| 18 | Camila Brait         | L     | 28 ottobre 1988  | Brasile              |

## Palmarès
- Campionato brasiliano: 3

2002-03, 2003-04, 2004-05
- Coppa del Brasile: 1

2008
- Campionato Paulista: 12

1994, 1996, 2001, 2002, 2003, 2004, 2005, 2006, 2007, 2008
- Coppa San Paolo: 5

1999, 2004, 2005, 2006, 2008
- Salonpas Cup: 4

2001, 2002, 2005, 2008

## Denominazioni precedenti
- 1993-2003 Associação Desportiva Classista BCN
- 2003-2009 Associação Desportiva Classista Finasa